# 사카키타역
사카키타역(일본어: 坂北駅)은 일본 나가노현 히가시치쿠마군 지쿠호쿠촌에 있는, 동일본 여객철도의 철도역이다. 시노노이 선이 지나간다.
특급 《시나노》 호의 대부분이 임시 교행을 위해 승강장에 정차하지만 영업 목적이 아니기 때문에 출입문을 개방하지 않는다.

## 역 구조
지상역으로, 승강장은 인접한 니시조역처럼 단식 1면 1선과 섬식 1면 2선이 있다. 양쪽 승강장은 과선교로 이어져 있다. 아카시나 역이 관리하는 간이 위탁역이다.

### 승강장
| 1 | ■ 시노노이 선 | 마쓰모토 · 시오지리 방면          |
| 2 | ■ 시노노이 선 | 시노노이 · 나가노 방면            |
| 3 | ■ 시노노이 선 | (화물 열차 등의 대피선으로 사용.) |

## 역세권 정보
- 지쿠호쿠 촌청
- 국도 제403호선

## 역사
- 1927년 11월 3일 - 일본국유철도 시노노이 선의 오미 역(지금의 히지리코겐 역)과 니시조 역 사이에 새로이 개업했다.
- 1987년 4월 1일 - 민영화에 따라 동일본 여객철도의 소속이 되었다.

## 인접역
| 동일본 여객철도 시노노이 선 | 동일본 여객철도 시노노이 선 | 동일본 여객철도 시노노이 선       |
| --------------------------- | --------------------------- | --------------------------------- |
| 니시조 시오지리 방면        | ■ 보통                      | 히지리코겐 시노노이 · 나가노 방면 |